# (1707) Chantal
Pour les articles homonymes, voir Chantal.
(1707) Chantal est un astéroïde de la ceinture principale découvert le 8 septembre 1932 à Uccle par l'astronome belge Eugène Joseph Delporte.

## Historique
Sa désignation provisoire, lors de sa découverte le 8 septembre 1932, était 1932 RL.

## Caractéristiques
Sa distance minimale d'intersection de l'orbite terrestre est de 0,851 343 ua.